# 2010년 위수 지진

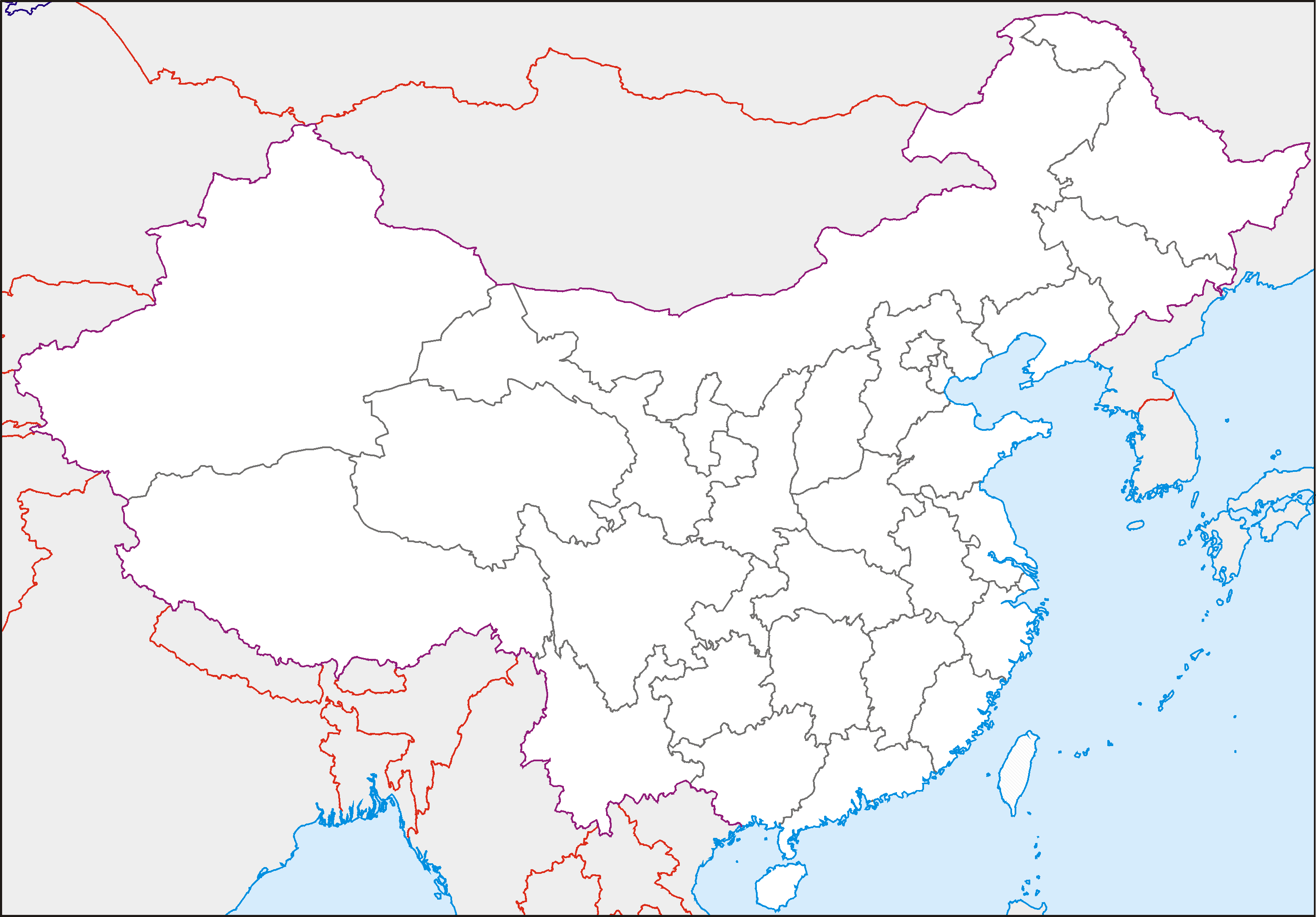

2010년 위수 현 대지진은 2010년 4월 14일 중화인민공화국 칭하이성 위수현 일대를 강타한 릭터 규모 7.1의 강력한 지진이다.
중국 현지 시각 기준으로 2010년 4월 14일 오전 7시 49분 규모 7.1(일부 언론에서는 6.9라 함)의 강진이 발생하였다. 이 지진으로 2,698명이 사망했고 12,135명이 부상을 입었으며 270명이 실종되었다.

## 같이 보기
- 2010년 지진
- 중국의 지진 목록